# Squinzano
Squinzano ist eine süditalienische Gemeinde (comune) mit 13.379 Einwohnern (Stand 31. Dezember 2023) in der Provinz Lecce in Apulien. Squinzano liegt etwa 17 Kilometer nordwestlich von Lecce und ca. 30 Kilometer südlich bzw. südwestlich von Brindisi. Die Gemeinde grenzt direkt an die Provinz Brindisi. Seit 1999 führt der Ort die Bezeichnung Città (Stadt).

## Wirtschaft
Squinzano liegt in der apulischen Weinregion. Der Squinzano ist eine geschützte Herkunftsbezeichnung (Squinzano DOC), der als Rot- oder Rosewein im Wesentlichen durch die Negro Amaro Traube hergestellt wird.

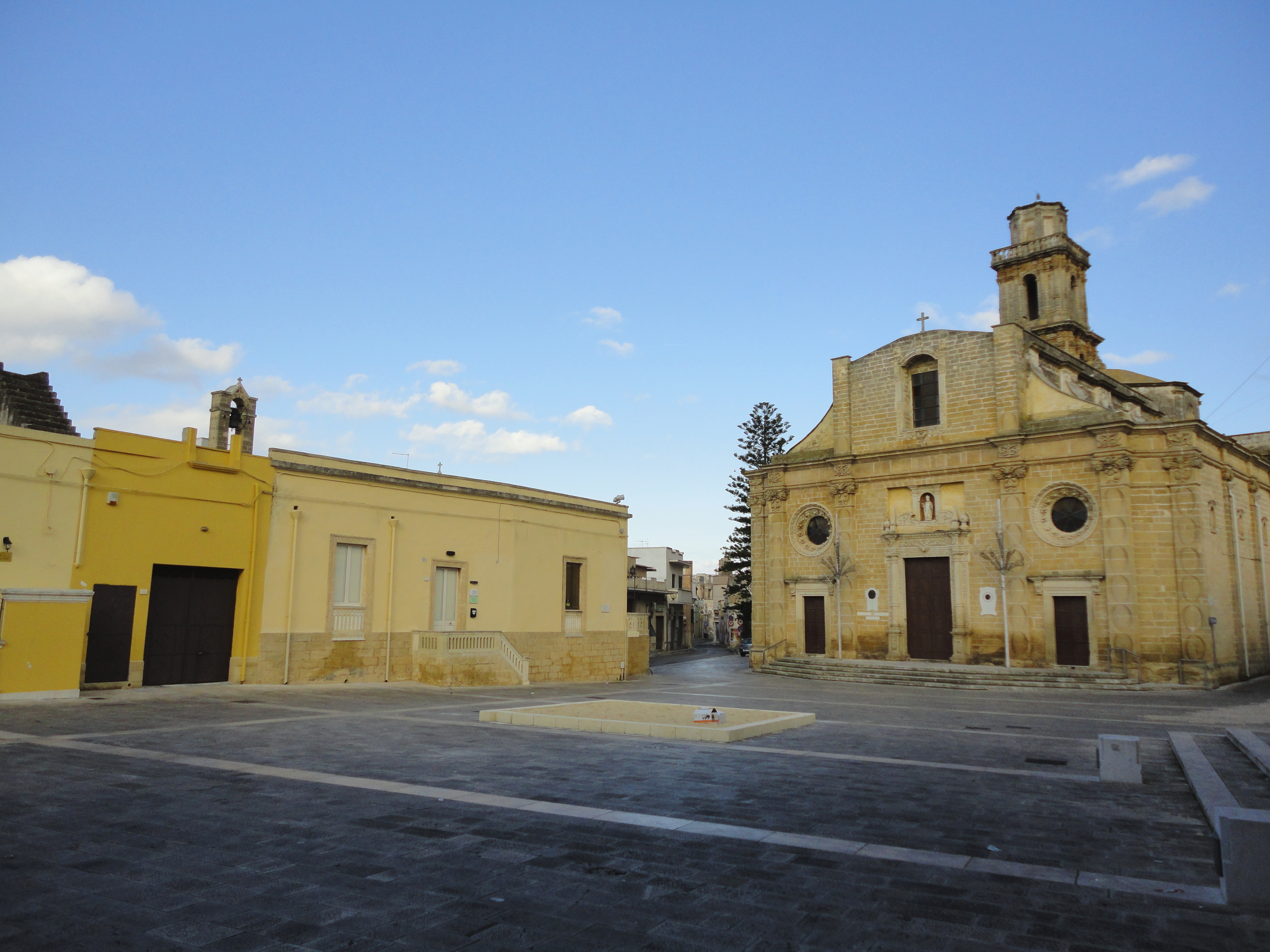
Piazza San Nicola

## Verkehr
Durch die Gemeinde führen die ehemalige Staatsstraße 16 sowie östlich davon die Staatsstraße 613. Beide verbinden Brindisi mit Lecce.

## Persönlichkeiten
- Nicola Arigliano (1923–2010), Jazzsänger
- Tiziano Manca (* 1970), Komponist
- Nicola Riezzo (1904–1998), Erzbischof von Otranto
- Luigi Pezzuto (* 1946), Erzbischof und Diplomat